# Sudice u Náměště nad Oslavou

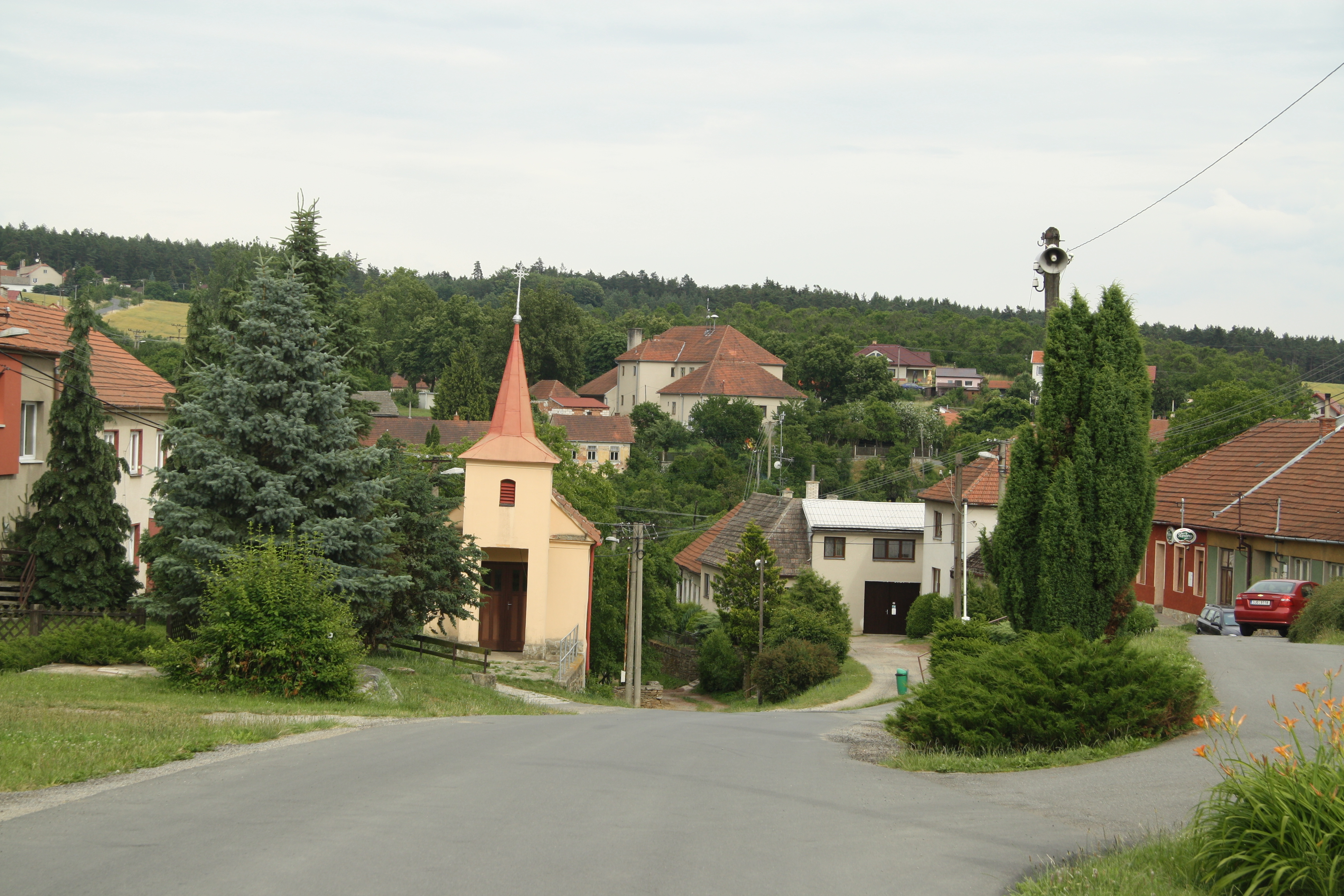
Ortszentrum

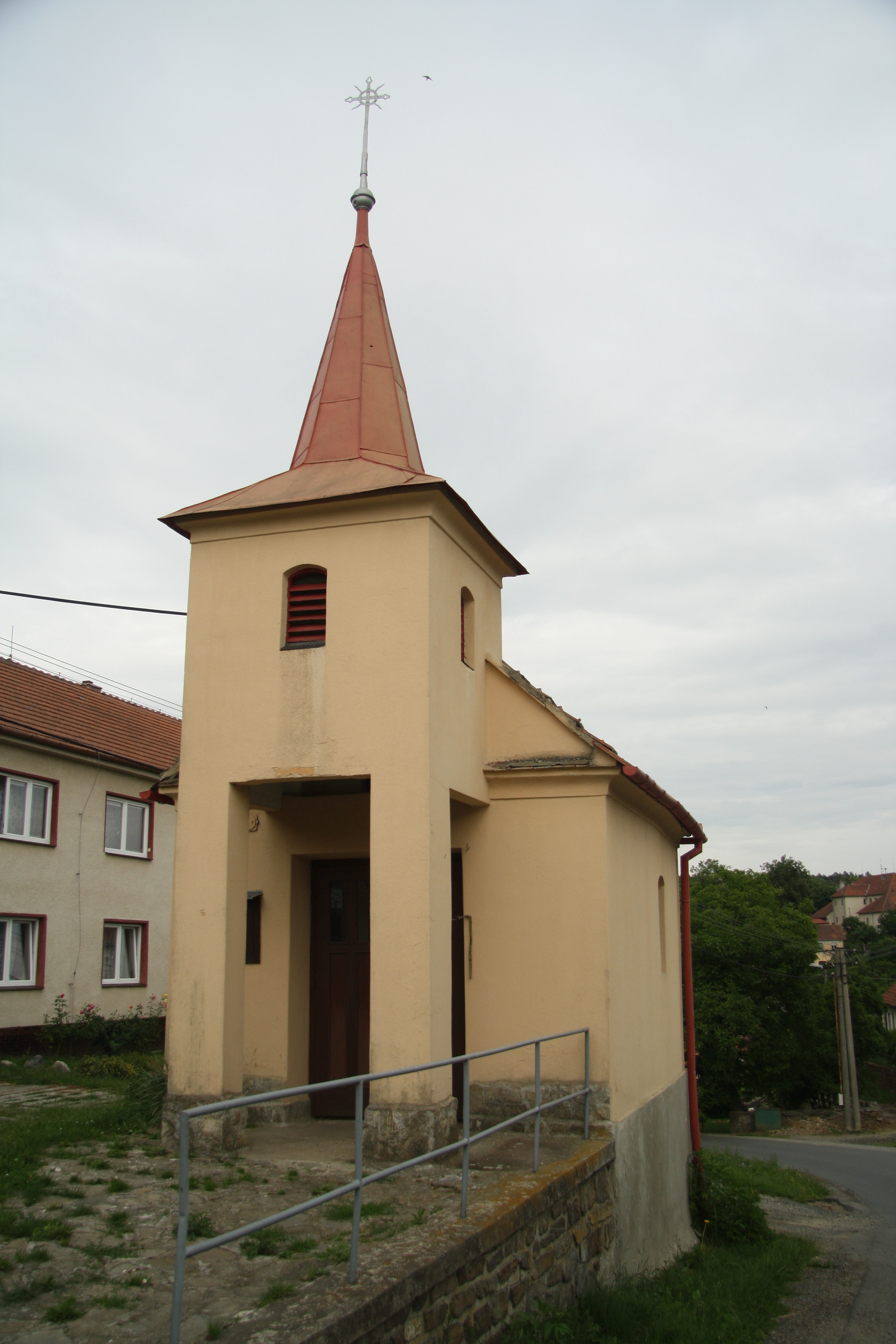
Kapelle des hl. Medardus

Sudice (deutsch Suditz) ist eine Gemeinde in Tschechien. Sie liegt sieben Kilometer südöstlich von Náměšť nad Oslavou und gehört zum Okres Třebíč.

## Geographie
Sudice befindet sich am Bach Sudický potok in der Jevišovická pahorkatina (Jaispitzer Hügelland), einem Subsystem der Böhmisch-Mährischen Höhe. Am nördlichen Ortsrand führt die Bahnstrecke Střelice–Okříšky an Sudice vorbei; in anderthalb Kilometer Entfernung verläuft die Staatsstraße I/23. Westlich liegt das Tal der Chvojnice. Im Süden erheben sich die Kozí hřbety (430 m n.m.), südwestlich der Příčný (445 m n.m.) und im Nordwesten die Černá hora (452 m n.m.). Südlich erstreckt sich der Naturpark Oslava.
Nachbarorte sind Horní Lhotice und Lesní Jakubov im Norden, Rapotice im Nordosten, Vysoké Popovice und Zakřany im Osten, Lukovany und Ketkovice im Südosten, Kuroslepy im Südwesten, Březník im Westen sowie Kralice nad Oslavou im Nordwesten.

## Geschichte
Die erste schriftliche Erwähnung von Sudicz erfolgte im Jahre 1101 in der Gründungsurkunde des Benediktinerklosters Maria Himmelfahrt in Třebíč. 1225 wurde das Zisterzienserinnenkloster Vallis sanctae Mariae in Oslavany im Zuge eines Gütertausches Besitzer von Sudice. In der Mitte des 13. Jahrhunderts erwarb der Templerorden das Dorf und schlug es seiner Kommende Jamolice, später der Burg Tempelstein zu.  In dieser Zeit entstand wahrscheinlich auch die Burg Levnov. Nach der Zerschlagung des Templerordens sind ab 1346 die Herren von Leipa als Besitzer nachweisbar, die die Güter an die Herrschaft Krumlov anschlossen. Seit 1358 ist das Geschlecht von Lewnow als Besitzer der Burg Levnov genannt. Es wird angenommen, dass zur Burgherrschaft auch die zuvor den Templern untertänigen umliegenden Dörfer Sudice, Čučice, Ketkovice und Rapotice gehörten. Nach dem Erlöschen des Geschlechts von Lewnow fiel auch die Burg an die Herren von Leipa, die die Güter wieder mit der Herrschaft Krumlov vereinigten. Nach der Schlacht am Weißen Berg wurden 1621 die Güter des Bohuslaw von Leipa, der ein Anführer der mährischen Stände war, konfisziert. 1624 kaufte Gundaker von Liechtenstein die Herrschaft. 
Im Jahre 1835 bestand das im Znaimer Kreis gelegene Dorf Suditz bzw. Sudice aus 47 Häusern, in denen 265 Personen lebten. Im Ort gab es eine Schule. Abseits lag eine Mühle. Die meisten der Einwohner arbeiteten in der Namieschter Tuchfabrik. Pfarrort war Czutschitz. 1848 wurde ein neues Schulhaus errichtet. Bis zur Mitte des 19. Jahrhunderts blieb Suditz der Fideikommiss-Primogeniturherrschaft Mährisch-Krummau untertänig.
Nach der Aufhebung der Patrimonialherrschaften bildete Sudice / Suditz ab 1849 mit dem Ortsteil Rapotice eine Gemeinde im Gerichtsbezirk Namiest. Ab 1869 gehörte die Gemeinde zum Bezirk Trebitsch. Zu dieser Zeit hatte Sudice 359 Einwohner und bestand aus 52 Häusern. Im Jahre 1882 löste sich Rapotice los und bildete eine eigene Gemeinde. Zwischen 1883 und 1885 entstand nördlich des Dorfes die Sekundärbahn Segen Gottes–Okříschko; eine Bahnstation erhielt Sudice jedoch nicht. Im Jahre 1900 lebten in Sudice 412 Personen; 1910 waren es 462. 
Beim Zensus von 1921 lebten in den 87 Häusern der Gemeinde 565 Personen, darunter 564 Tschechen. Im Jahre 1930 bestand Sudice aus 115 Häusern und hatte 541 Einwohner. Von 1939 bis 1945 gehörte Sudice / Suditz zum Protektorat Böhmen und Mähren. 1948 wurde die Gemeinde dem Okres Velká Bíteš  zugeordnet. Im Jahre 1950 hatte Sudice 543 Einwohner. Im Zuge der Gebietsreform und der Aufhebung des Okres Velká Bíteš wurde die Gemeinde am 1. Juli 1960 wieder dem Okres Třebíč zugewiesen. Beim Zensus von 2001 lebten in den 163 Häusern der Gemeinde 327 Personen.

## Gemeindegliederung
Für die Gemeinde Sudice sind keine Ortsteile ausgewiesen. Zu Sudice gehört die Einschicht Olšinský Mlýn (Erlenmühle).
Das Gemeindegebiet bildet den Katastralbezirk Sudice u Náměště nad Oslavou.

## Sehenswürdigkeiten
- Kapelle des hl. Medardus
- Gedenkstein für die Gefallenen des Ersten Weltkriegs
- Denkmal für die Opfer des Zweiten Weltkriegs
- mehrere Flurkreuze